# Trzęsienie ziemi w Tangshan
Trzęsienie ziemi w Tangshanie (chiń. 唐山大地震; pinyin Tángshān dàdìzhèn) – trzęsienie ziemi, które nawiedziło 28 lipca 1976 o godz. 3:52 chińskie miasto Tangshan i jego okolice. Uznawane jest za najtragiczniejsze trzęsienie w czasach nowożytnych – oficjalne dane władz chińskich mówią o 242 419 ofiarach, choć niektóre źródła szacują ich liczbę na trzykrotnie większą. Trzęsienie miało siłę 8,2 w skali Richtera, podczas gdy oficjalne źródła rządowe mówią o sile 7,5 lub 7,8.
Podczas trzęsienia ziemi miasto Tangshan zostało niemal całkowicie zniszczone. Uległo zniszczeniom 78% budynków przemysłowych, 90% budynków mieszkalnych, a także znacząca część infrastruktuty technicznej. Dodatkowe zniszczenie przyniosły wstrząsy wtórne, zwłaszcza wstrząs o magnitudzie 7,1, który nawiedził miasto 15 godzin po pierwszym wstrząsie. Zginęło wówczas także wiele osób, które przeżyło pierwszy wstrząs, a które nadal znajdowały się pod gruzami budynków. Wstrząsy odczuwane były na znacznym obszarze Chin wschodnich, także w oddalonym o 140 km Pekinie.
Rząd Chińskiej Republiki Ludowej odmówił przyjęcia pomocy międzynarodowej, ale działania podjęte przez Chińczyków uznano później za niewystarczające. Co więcej, rząd krytykowano za zignorowanie ostrzeżeń naukowców przed grożącym trzęsieniem ziemi. Wiele osób donosiło, że w noc trzęsienia zaobserwowali dziwne światła, które, jak wiele wskazuje, mogą być zwiastunem wstrząsu sejsmicznego.
Trzęsienie ziemi w Tangshanie uznane zostało przez wielu Chińczyków za część nieszczęśliwego ciągu wydarzeń, które nazywane jest niekiedy „przekleństwem roku 1976”. Wcześniej tego roku zmarli bowiem działacze komunistyczni Zhou Enlai i Zhu De, a kilka tygodni po katastrofie również Mao Zedong - faktyczny przywódca państwa, a władzę próbowała przejąć banda czworga. Uważa się także, że sama katastrofa i jej skutki przyczyniły się do zakończenia rewolucji kulturalnej.
Trzęsienie ziemi w Tangshanie stanowi trzecie pod względem liczby ofiar trzęsienie ziemi, jakie odnotowano w historii świata. Największe miało miejsce również w Chinach, trzęsienie ziemi w Shaanxi w 1556 przyniosło śmierć prawdopodobnie około 830 tys. osób (za USGS).